# Кезикова, Нина Георгиевна
Нина Георгиевна Кезикова (1925—1943) — подпольщица Великой Отечественной войны, участница антифашистской организации «Молодая Гвардия».

## Биография
Нина Кезикова родилась 5 марта 1925 года в поселке Успенка Ворошиловградской области в семье рабочего.Там же пошла в первый класс. В 1935 году вместе с родителями переехала в поселок Краснодон. Училась в средней школе № 22, была пионервожатой, старостой класса, много читала. В ноябре 1940 года вступила в комсомол. По окончании 8 классов решила поступить в текстильный техникум, но помешала война.Нина вместе с подругами дежурила в госпитале, помогала раненым бойцам, участвовала в концертах для воинских частей, находившихся в то время в прифронтовом Краснодоне. В июне 1942 года Краснодонским райкомом комсомола была направлена в колхоз имени М. И. Калинина для руководства комсомольской организацией. Наступление фашистов вынудило ее возвратиться домой. В октябре 1942 года Нина Кезикова вступила в подпольную комсомольскую организацию "Молодая гвардия". Вместе с подругами она писала и распространяла листовки, проводила агитацию среди населения, чтобы сорвать мероприятия оккупантов по мобилизации молодежи для отправки в Германию. Принимала самое активное участие в сборе оружия, подготовке к 25-й годовщине Великого Октября: с девушками-подпольщицами шила красный флаг для вывешивания на шахте № 1, который в настоящее время, как дорогая реликвия, занимает одно из центральных мест в экспозиции музея Молодая гвардия".
12 января 1943 года Нина Кезикова была арестована, затем вместе с подпольщиками поселка доставлена в полицию города Краснодона. После пыток, 16 января ночью, была сброшена в шурф шахты № 5. Похоронена в братской могиле молодогвардейцев в поселке Краснодон.

## Награды
Посмертно награждена медалью «Партизану Отечественной войны» 1-й степени.